# راميل جولييف
راميل إلدار أوغلو غولييف (بالتركية: Ramil Eldar oğlu Quliyev)‏ هو عداء مسافات قصيرة تركي من أصل أذربيجاني ولد في يوم 29 مايو 1990 في مدينة باكو عاصمة أذربيجان، حقق مفاجئة مدوية في بطولة العالم لألعاب القوى 2017 في لندن في سباق 200 متر بعد حصوله على المركز الأول وفوزه بالميدالية الذهبية بزمن 20.9 ثانية متفوقاً على الجنوب الأفريقي وايد فان نيكيرك و الترينيدادي جيريمي ريتشاردس.

## روابط خارجية
- راميل جولييف على موقع الاتحاد الدولي لألعاب القوى (الإنجليزية)
- راميل جولييف على موقع الدوري الماسي (الإنجليزية)
- راميل جولييف على موقع اللجنة الأولمبية الدولية (الإنجليزية)
- راميل جولييف على موقع أوليمبيديا (الإنجليزية)
- راميل جولييف على موقع اللجنة الأولمبية التركية (التركية)